# Resolução 36 do Conselho de Segurança das Nações Unidas
Resolução 36 do Conselho de Segurança das Nações Unidas, aprovada em 1 de novembro de 1947, observou que de acordo com um relatório elaborado pela Comissão Consular, nenhuma tentativa foi feita por ambos os lados (Países Baixos e republicanos da Indonésia), da Revolução Nacional da Indonésia para chegar a um acordo com a Resolução 27 do Conselho de Segurança das Nações Unidas.
Foi aprovada com 7 votos e 1 contra da Polônia e 3 abstenções da Colômbia, Síria e a União Soviética.